# فرودگاه باکووما
فرودگاه باکووما (به انگلیسی: Bakouma Airport) یک فرودگاه همگانی با کد یاتا BMF است که یک باند فرود خاک رس دارد و طول باند آن ۱۱۸۹ متر است. این فرودگاه در کشور جمهوری آفریقای مرکزی قرار دارد و در ارتفاع ۵۰۰ متری از سطح دریا واقع شده‌است.